# ローズ・トゥ・ロード
『ローズ・トゥ・ロード』は、日本のテーブルトークRPG (TRPG) である。
デザイナーは門倉直人で、1984年6月、ツクダホビーから発売された。以降、4回に渡ってルールを変えながら制作されたが、1993年の『ファー・ローズ・トゥ・ロード』以外は一貫して門倉直人がゲームデザインを行っている。

## 概要
ジャンルとしては異世界ファンタジーRPGであり、背景世界ユルセルームは指輪物語の影響を受けていると言われる。1984年版では「四王国時代」を背景としている。
後に出版元を遊演体に変え、舞台となる時代と共に版を変えた。
「薄暗がりの時代」の『ビヨンド・ローズ・トゥ・ロード』（1989年）、「大旗戦争（たいきせんそう）」前後の時代を舞台とする『ファー・ローズ・トゥ・ロード』（1993年）を経て、2002年7月5日発行元をエンターブレインに変え、再び『ローズ・トゥ・ロード』の名前でリニューアルしている。
各タイトルの略称は以下の通り。
- 『ビヨンド・ローズ・トゥ・ロード』→『Bローズ』
- 『ファー・ローズ・トゥ・ロード』→『Fローズ』
- 2002年版→『ローズR』
- 2010年版→『Wローズ』

## 舞台
『ローズ・トゥ・ロード』は、「舞台となる背景世界“ユルセルーム”の幻想的な雰囲気を、いかに遊び手に感じさせるか」ということを主題においてデザインされているゲームである。
魔法世界ユルセルーム
俗にいう「剣と魔法の冒険ファンタジー世界」ではあるが「魔法」の位置付けが独自である。「魔法使い」という専門職は存在せず、誰でも魔法を使うことができるのが特徴。魔法は専門知識で取得するのではなく、夢や予言、暗示、そして世界を旅するなかで得る。
魔法の業も火の玉を出すような戦闘志向なものだけでなく「指先に火が付く魔法」「泉が湧く魔法」（初代ローズ）や「洗濯物を綺麗にする魔法」「シチューをおいしくする魔法」（Fローズ）など、直接戦闘に関係しない魔法がゲームのデータに組み込まれている。『Bローズ』もその独特の魔法システムのため多くの「実用的でない魔法」が産み出される。
初代ローズから「誰でも魔法を使うことができ、不安定」という特徴を持っていたが、ゲームブック『魔法使いディノン』と『Bローズ』を経て、独自の魔法体系が完成されていった。以降の作品では非常に幻想性を強調しており、魔法は体系的な技術ではなく、夢想の中に揺らめく神秘として存在する。人は誰でも魔法の力を得る可能性があり、夢や予言などで与えられる。ディノン以降、魔法は、込められた想い（感情）によって行使され、同じ魔法であっても、感情によって全く効果を変えるようになった。
また「何かを成したい」という強い想いをもって「自分だけの魔法」を誰でも作り出すことができることが最大の特徴である。『Bローズ』以降、魔法の自作というのは、マジックイメージというルールでゲーム的にも可能になっており、ローズ・トゥ・ロードの大きな特徴になっている。
王の道を往く
ユルセルームでは、指輪物語のエルフのような不死の妖精族たちが、俗世を超越した貴族的存在として権威として君臨している。また、ドワーフをモチーフにした小人族などもおり人間たちは新しい種族とされている。
古代のユルセルームでは国はたった1つしかなく、あらゆる種族がその偉大な王国「統一王国」の下で平和に暮らしていた。しかし、戦乱により統一王国は瓦解してしまい、今では多くの国に分裂してしまっている。統一王国の復興はこの世界の「言葉ある種族」全ての夢であり、ユルセルームの大きなテーマとなっている。
ゲームのタイトルである『ローズ・トゥ・ロード』（Roads to Lord）は、ユルセルームに存在する「王の道（Road to Lord）」に掛けている。これはユルセルーム大陸を東西に貫くシルクロードのようなものである。統一王国時代は誰もが当たり前に通れたこの道も、今は国ごとに分断されている。「王の道」は昔日への夢想と現在への悲哀を表す、ユルセルームを象徴する存在になっている。

## ゲームシステム上の特徴
ローズ・トゥ・ロードは、下記のように何回もゲームデザインされ、そのたびにゲームシステムは変わっているが、初代から2002年版まで受け継がれている共通のコンセプトがある（『Wローズ』において全く一新された）。

### キャラクターメイク
キャラクターの生まれ（種族や出身階級）は、D100ダイスによりランダムに決定される（これは『ルーンクエスト』などの影響を受けたもので、本作の独創ではないものの、日本産TRPGの系譜のなかでは他に例は少ない）。一方、いわゆる固定された「クラス」の概念はなく、「戦士」「魔法使い」といった区分はない。条件にあえば誰でも剣を使うことができ、誰でも魔法を使うことができる。ただし、出生による有利・不利はある。妖精（エルフ）、小人（ハーフリング、ドワーフ）などのほかに「シェイプチェンジャー（獣に変身する種族）」が標準的な種族であるのもTRPGにおいては珍しく、『指輪物語』の影響を感じさせる。

### コミュニケーション
初代ローズには「コミュニケーション表」が搭載され、簡単な表ながら、コミュニケーションの結果「戦闘」になったり「恋」が芽生えるようになっていた（いっぽう、結果は「Cr（魅力）」の数値に左右されるため、プレイヤーがキャラクターのCrを偏重する風潮も生んだ）。以後シリーズを通して「キャラクターの外見・魅力」と「NPCとのコミュニケーション」は、重要な要素となっている。

### 魔法
前述のように、本作では「魔法」が重要な要素である。全作を通して魔法は「カード」によって表現され、システムはタイトルごと異なるものの、「めくるまで、術者にも正体が分からない」という共通コンセプトを持つ。

### シナリオ「ミレアの黒塔」
初代には、ゲームブック形式のダンジョン探索シナリオ「魔女の洞窟」と、それに連結した「ミレア島の黒塔」というシナリオが掲載された。シリーズを通じて微妙に内容を変えながら毎回このシナリオが掲載され「定番シナリオ」となっているのも特徴である。『Bローズ』には門倉直人が書き下ろしたその続編にして完結編「アウル・アエンダ」も掲載された。『Fローズ』には「魔女の洞窟」の後日談的なカード・ランダムダンジョン形式のシナリオ「精霊の洞窟」が掲載されている。『Wローズ』には当シナリオは掲載されていないが、言葉決め表に「ミレア島」が記載されていたり、「イルヴ半島&ミレア島」を舞台として冒険できるようになっている。

## ローズ・トゥ・ロード（初代）
ツクダホビーより、1984年発売。ボックス型。ボックスアート加藤直之。精密戦闘に使用するヘクス（六角形のマス）を使用したマップや紙製のモンスター駒が大量に同梱され、小型のメタルフィギュア4体も含んだセット。キャラクターは成長のなかで様々な「称号」を得ることができ、最高位の称号は「ロード」だった。
統一王国瓦解後、大国同士がバランスよく各地を統治している「四王国時代」を舞台とする。ローズ・トゥ・ロードのシリーズでは最もオーソドックスな「剣と魔法の冒険」ができる時代でもある。

### サプリメント
いずれも出版はツクダホビーである。
ナーハン&ラムザス編
シナリオ&追加データ集
ストラディウム編
シナリオ、追加データ、アクセサリーなど。

### ヴァリアント・ゲーム
グイン・ワールド（ツクダホビー）
『ローズ・トゥ・ロード』の基本ルールを用いて、『グイン・サーガ』の世界を舞台に冒険を楽しめるようにしたもの。ボックスタイプで『ローズ・トゥ・ロード』のルールブックがそのまま同梱され、それに加えて、『グイン・ワールド』専用のデータブック（追加ルール含む）や、付属マップがセットされていた。『グイン・ワールド』独自の追加要素部分は、多摩豊のゲームデザインによる。

## ビヨンド・ローズ・トゥ・ロード
通称『Bローズ』。遊演体より、1989年発売。ボックス型。ボックスアート加藤直之。初代ローズの舞台から約200年後の「薄暗がりの時代」を背景とする。世界規模の呪いがかけられ、世界の存在そのものがあやふやになっているという非常に危険な時代であり、ローズ・トゥ・ロードのシリーズでは最も幻想性が強い。
より強調された幻想性を表すため、魔法が「マジックイメージ」の組み合わせで自由に生成できるなど、意欲的なシステムを採用していた。大いなる種族（いわゆる神や悪魔）の設定を有坂純が担当しているが、PCが到底かなわないような存在が多数登場するのも特徴である。雑誌展開などは、小泉雅也、水原静などが中心に行った。
本作のルールブックは通常の製本されたものではなく1ページごとにバラバラの状態のものをバインダーに閉じることで、図表をコピーしたり必要なページのみを抜いてプレイヤーに見せるといった使い方ができるようになっていた。ただし、初版ではバインダーの止め具がリングではなく棒状になっていたため、ページを開こうとしただけで破れる、勝手にバインダーの止め具が外れる、などといった問題がしばしば発生して不評であった。そのため、その後発売された第二版では、ルールブックは「バインダーにも綴じられる冊子スタイル」になり、バインダーの留め具もリング状に改良された。

### サプリメント
変異混成術師の夜
遊演体から出版。未踏の海域である「南西諸島」を舞台にしたワールドガイドと、様々な異形の魔法使いを生み出す（基本セットとはまた異なる）ルールシステム（ゲームデザインは門倉直人）が含まれる。
基本ルールのバインダーに綴じられるよう、穴の空いた冊子形式となっている。

## ファー・ローズ・トゥ・ロード
通称『Fローズ』。遊演体より、1993年発売。ボックス型。ボックスアート熊倉宏。『Bローズ』から約100年後の「大旗戦争」前後の時代を背景とする。統一王国復興を目指して大陸規模の戦争が起こる時代であり、一種の戦記ロマンとしての背景ももつゲームである。
初代『ローズ・トゥ・ロード』のユーザー世代が制作側となった作品であり、司史生、高橋まこと、伊豆平成、坂東いるか、田中桂などが制作スタッフとなった。ゲームシステムデザインは藤浪智之が担当している。門倉直人原作の下で作成されているため、門倉がローズ・トゥ・ロードシリーズで直接関わっていない唯一の作品である。
「経験表」や「散策表」といったフレイバーテキスト付の各種イベント表、「感情」が大きな要素となったシステム、日常生活面が充実した魔法や装備品といったデータは、「ローズ・トゥ・ロード」に新しい側面を見せ新たなファンを獲得した。サプリメントが最も充実したタイトルでもあり、追加ルールを使用することにより、アーティクル（意識を持つアイテム）や「大いなる存在」（幽魔族）、龍や小鬼などの異種族をPCにすることもできた。また、シリーズで唯一、武術にも力を入れており、こちらもサプリメントで補完されている。

### サプリメント
全て遊演体が出版。
スィーラの芝居小屋
マスタースクリーン、自作用カード、シートなどのアクセサリ。
剣と魔法
追加魔法ルール、武術ルール。
このサプリメントのみブックスタイルで、専用カードが付いている。
月歌物語
都市ガイド&キャンペーンシナリオ集。
ユルセルーム博物誌
追加クリーチャーのデータ集。
大旗戦争
大陸規模の戦記キャンペーンを扱うためのデータ集。
コンピュータゲーム『忘れえぬ炎』と連動している。

## ローズ・トゥ・ロード（2002年版）
通称『Rローズ』（『ローズR』とも）。エンターブレインより、2002年発売。カバーアート加藤直之。カード付ブックスタイルとなり、初代ローズのリメイクの意味合いが強い。背景となる時代も再び「四王国時代」となった。サプリメントや雑誌展開は小林正親が中心となり、新たなファン層を獲得した。本タイトルは基本システム（門倉直人デザイン）こそ初代のリメイク的なシンプルな内容であり、またルール上の未整理も多かったため評価は低かったが、その後多くのサポートが行われて評価が変わった。サプリメントや、小林正親によるリプレイでは、『Bローズ』や『Fローズ』、あるいは『水晶の王』『忘れえぬ炎』で語られていた設定・要素を再び取り入れ、シリーズ集大成的な内容を試み、高い評価を得ている。

### サプリメント
いずれも出版はアークライトである。
ザ・ストレンジソング
リプレイ&追加データ
タトゥーノ〜“風に絵を書く”かりそめの魔法〜
専用カードを同梱した追加魔法ルール
ゲームマスター・スクリーン〜忘却の呪縛、近づく頃〜

## ローズ・トゥ・ロード（2010年版）
正式名称「The Wander Roads to Lord」。通称『Wローズ』。エンターブレインより、2010年発売。カバーアート木野田永志。カバーイラストを含めて本編中のイラストが4枚のみとなっており、世界観を象徴的に表している。
PCは〈アムンマルバンダ〉となり、「混沌の呪縛」で不安に揺れる地を「自らの旅で通じ安堵」させていく魔法使いたちとなる。背景となる時代は詳しく明言されていないが、本書付属地図にヒュノー魔大島、旧エンダルノウム、フェリア（ファライゾン地域）の存在確認等がされているのを見ると、四王国時代（初代および『ローズR』の時代）と推測される。ただし、本書ユルセルーム年表のうち2120年（『Fローズ』の大旗戦争終結後）に「この頃より『混沌の呪縛』の発生地が増えているという不気味な噂が目立ち始める」などと記されている。
基本システムは大幅に変更されている。能力値は全13個（初期は5個のみ使用可能でゲームを進めるうちに増減する）になり、数値ではなく言葉で表現されるようになった。PCの判定にはダイスもカードも使わず、達成値を求めることもしない。対象の持つ能力に対して自身の能力との類似要素を探す「響き合い」という過程を経て、対象の能力を上書きすることで達成する。一方NPCは、トランプを1枚引いてその札の値 (A-K) に該当する能力を発揮し、PCの持つ能力を上書きするというものである。
ソロプレイおよびGMレスのプレイを標準としている。シナリオを補助的に進める要素として、またもう1つの判定法として「言葉決め」のルールがあり、これには「言葉決め表 / ユルセルーム編」、あるいは別に用意した本を用いる。この際、ユルセルーム以外の世界観を持つ小説や漫画等を用いることによって、ゲームのイメージを若干ながら変化させることができる。
能力値が数値ではなく言葉で表現されるため、『Aの魔法陣』に類似していると引き合いに出されやすい。しかし『Aの魔法陣』が行動の成否を重視して進行するのに対し、『Wローズ』では進行中の行動の成否が重要視されることはない。
キャラクターメイクと魔法は次のように変更されている。
PC作成では「言葉決め」で能力値のうち5つに入る言葉や通り名、弱点言葉を決定する。また、魂の生まれ故郷とクステをそれぞれトランプ1枚引いて決定する。名前や年齢等についてはPC作成時点で特に定めなくても良いとされている。
魔法はローズガーデンに所持している言葉で、相手の能力値を上書きするものである。相手の能力値の言葉は、魔法によって上書きされると以後使用不可能となる。
『Role&Roll』（新紀元社）Vol.70より、リプレイ記事が掲載されている。

## 関連作品

### コンピューターゲーム
忘れえぬ炎
遊演体からPC-9801用として発売された。人間族の国家ストラデュウムへの魔国デュラ軍の侵攻「大旗戦争」を背景としたコンピュータRPG。大戦争を背景に少数のキャラクターのパーティが伝説の「大旗」を探索するストーリーで、指輪物語を思わせる。ボックスアートは加藤直之。グラフィックは山田章博。

### ゲームブック
失われた体、闇と炎の狩人
2冊は連作『魔法使いディノン』シリーズ。1987年にハヤカワ文庫から出版されたゲームブック。著者は門倉直人。時期的には、初代と『Bローズ』の間に制作されたもので、「マジックイメージを組み合わせる魔法」などがシステム化されている。
『名なき者の谷』
ＳＦマガジン(早川書房)1985年12月臨時増刊号（p.66-75)掲載。著者は門倉直人。ユルセルームが背景世界の短編作品。

### 小説
ホシホタルの夜祭り
1990年、RPGマガジンに掲載された門倉直人による短編小説。商業発表された数少ない門倉直人によるローズ・トゥ・ロードの公式の小説である。単行本未収録。現在は、作者の許可を得て、有志のファンがネット上に公開している。
グンドの物語
『変異混成術師の夜』に収録された門倉直人による散文。静かの公グンド・ベレドール、つまりユルセルーム世界最大の英雄の1人を中心とした散文。鈴木銀一郎曰く「文章は散文だけど、あの作品は詩」（「R・P・G」1号、国際通信社、P.146）。現在は、作者の許可を得てネット上に公開されている。

### リプレイ
七つの祭壇
1985年、翔企画の雑誌シミュレイターNo1に掲載されたリプレイ。わきあかつぐみが所属していた（RED Meとして、リプレイ中のPCとしても参加）ゲームクラブ、アウトバーン著。コミックと記事、イラストを組み合わせて当初8頁の予定だったのが、編集部との交渉によって15頁に拡大された大作である。当然、内容は初代ローズ。ギャグめいた軽妙な語り口と適度なシリアスさで、本作の面白さを広く伝えるリプレイとして語り継がれた他に、オリジナルのマジックアイテムやモンスターの作成例、ダンジョンのトラップ配置などの実例として、読者に大いに影響を与えた物となっている。
ビヨンド・ローズ・トゥ・ロードでわかる実践RPG入門
1991年、BNN出版より出版された。菊池たけし、鈴木猛（イラスト含む）、門倉直人による共著。Bローズを用いた解説書で、コミカルかつヒロイックなリプレイと解説が主体。『Bローズ』のルールリファレンスと、使いやすくリデザインされたキャラクターシートが含まれた。幻想性の高い『Bローズ』を「きくたけ流」に描いた本書は、理解が難しかったシステムを分かりやすく解説したことで高い評価を得たいっぽう、幻想性を重んじる『Bローズ』ファンから批判の声もあった。
精霊の大地―ビヨンド・ローズ・トゥ・ロードでわかる実践RPG入門 2
上記「ビヨンド・ローズ・トゥ・ロードでわかる実践RPG入門」の続編。菊池たけしによる新作リプレイとそのリプレイに使われたシナリオが付属している。この新作リプレイはプレイヤーのミスによる「バッドエンド」になっていて、数ある商業リプレイでもここまで後味の悪いものはほとんどない。リプレイに使われていたシナリオも付属しており、失敗例としてのリプレイとの比較によって逆説的にとても有用なガイダンス記事になっている。
また、『タクテクス』誌に掲載された、門倉直人がGMを担当したリプレイ「水晶と犬」が再録されている（文章は菊池たけし）。このリプレイは短編だが、後の菊池たけしの作品に幾度となくパロディ（「危険が近づくと寝る犬」等）に使われている。
ファー・ローズトゥ・ロードリプレイ-RPGセッションガイド
著：司史生、ゆうせぶん　監修：遊演体。
ソングシーカー〜失われた歌を求めて〜
著：小林正親　監修：門倉直人。イラストは相沢美良。Role&Rollに連載された『ローズR』のリプレイ連載。2006年、新紀元社より単行本化された。本リプレイは、TRPG初心である反面、俳優や声優の卵であるという人物たちがプレイヤーとなっているのが特徴で、模索しながら「参加者全員が物語を創っていく」TRPGの一面が強調されている。余談だがプレイヤーの一人は鈴木銀一郎で、それまで本格的なTRPGプレイの体験のなかった鈴木がそれを深く理解し、後に自らTRPGをデザインするきっかけにもなった。

### 読者参加企画
水晶の王者
『マル勝PCエンジン』の1989年1月号～9月号に連載された、遊演体の小泉雅也による、読者参加企画。イラストは中村博文。
さまよえる白銀宮
1989 - 90年にわたって『マル勝PCエンジン』に連載された、遊演体の小泉雅也による、読者参加企画。イラストは中村博文。 当時新人だった中村は、この企画がきっかけで遊演体と接点を持ち、後に蓬萊学園のヴィジュアルを手掛けるきっかけにもなった。